# Producentöverskott

Producentöverskottet (producer surplus) representeras av den blå ytan i diagrammet.

Producentöverskott definieras som skillnaden mellan vad som betalas för en vara och vad det kostar att producera denna. Detta kan representeras som ytan mellan jämviktspriset och utbudskurvan i ett utbuds-efterfrågediagram.